# La Dade Kotopon Municipal District
Der Distrikt La Dade Kotopon Municipal District ist einer von 29 Distrikten der Greater Accra Region in Ghana. Er hat eine Größe von 36,08 km² und 140.264 Einwohner (2021).

## Geschichte
Ursprünglich war der Distrikt Teil des damals größeren Accra Metropolitan District, bis der östliche Teil des Distrikts am 28. Juni 2012 abgetrennt wurde, um den La Dade Kotopon Municipal District zu schaffen. Die Gemeinde liegt im zentralen Teil der Greater Accra Region und hat La (das historische Labadi) als Hauptstadt.
Der Bezirk wird besteht sowohl aus Geschäftsvierteln, wie auch einfachen und gehobenen Wohnvierteln. Er beherbergt außerdem den Flughafen Accra sowie das Hauptquartier der ghanaischen Streitkräfte.

## Einwohnerentwicklung
Die folgende Übersicht zeigt die Einwohnerzahlen nach dem jeweiligen Gebietsstand.
| Jahr | Einwohner |
| ---- | --------- |
| 2010 | 183.528   |
| 2021 | 140.264   |